# Blindschack
Blindschack innebär att spela schack utan att använda schackbräde eller spelpjäser. 
Det är inte speciellt svårt för en tränad schackspelare, men kräver stor koncentration. Förr var det vanligt att stormästare hade uppvisning med blindsimultan, det vill säga att spela många partier med blindschack samtidigt. Det var inte ovanligt med 30 partier på en gång men det har blivit alltmer ovanligt.